# Îlot des Capucins
L'îlot des Capucins est un  îlot rocheux côtier situé à proximité immédiate de la pointe des Capucins qu'il prolonge, sur la côte ouest la presqu'île de Roscanvel, au nord-ouest de la presqu'île de Crozon en Bretagne. Baigné par l'océan Atlantique, il fait partie de la commune de Roscanvel dans le département français du Finistère. Son nom vient d'un rocher à proximité de l'îlot, qui a la forme d'un moine en prière. Le fort des Capucins, construit sur l'îlot et aujourd'hui désaffecté, permettait la protection du sud du goulet de Brest. Il est inscrit aux Monuments historiques. Un pont avec une arche de pierre le relie au continent. L'îlot appartient aujourd'hui au Conservatoire du littoral.

## Fort des Capucins
L'îlot a eu pendant longtemps une position stratégique, pouvant défendre par ses batteries d'artillerie l'accès à l'entrée du goulet de Brest. Des batteries hautes, plates-formes et épaulements, auraient été construits vers 1694-1695, dont il ne reste rien. Il était prévu qu'elles soient complétées par une batterie basse et un bâtiment de casernement défendus par une enceinte. L’ingénieur Traverse dresse les plans le 24 janvier 1696. Ils sont validés par Vauban. Dans cette partie la plus large de l'entrée du goulet de Brest, dans les années 1694-1696, il prévoyait la construction de deux batteries croisant leurs feux à l'entrée du goulet : le fort du Minou au nord (à l'ouest de Brest) et celui des Capucins au sud (presqu'île de Roscanvel).
Mais le fort sur l'îlot ne sera finalement construit que 150 ans plus tard, entre 1847 et 1849. Il contrôle, en outre, la totalité de la baie de Camaret. La vue est entièrement dégagée de la pointe du Grand Gouin (au sud-ouest), au fort de Bertheaume (au nord-ouest).
Le site a subi de nombreuses modifications afin de s’adapter aux nouveaux armements dans les années 1880-1890. Plusieurs batteries de mortiers remaniées postérieurement ont remplacé la batterie de gros calibre restée active jusque dans les années 1870. En 1888, une batterie de rupture sous roc tirant à fleur d'eau est installée (on y accède par un bel escalier descendant profondément sous le roc), un magasin à poudre terrassé et dans les années 1891-1893, est mis en place un système de projecteurs alimenté par une usine électrique. En 1917, les deux canons de rupture de 47 tonnes sont démontés.
Le casernement est en schiste et granite et s'intègre parfaitement au paysage.
L'îlot est relié à la terre par un pont daté de 1859. Le pont a perdu ses rambardes de protection et son passage par vents de tempête peut être délicat.
En haut sur la pointe, il existe une batterie haute (1885) à gauche et à droite de l'îlot, une batterie du plateau avec magasin à poudre sous roc, et une batterie de mortiers (1889). Le magasin à poudre construit vers 1890-1892 est un renforcement issu de la crise apparue à la suite de l'invention de l'obus torpille (seul le béton armé sur trois à douze mètres d'épaisseur, renforcé par une armature d'acier, lui résiste). Bâti sous 6 à 8 mètres de roc franc il jouait le rôle de magasin général pour l'ensemble du groupe des Capucins, et alimentait les différents magasins des batteries. Du vestibule nord part un tronçon de galerie menant à un puits vertical, autrefois équipé d'un monte-charge (disparu) et débouchant, comme l'escalier, sur la route en tranchée desservant les ouvrages (route autrefois équipée d'une voie ferrée étroite).
L'ensemble a été très endommagé par les bombardements de la Seconde Guerre mondiale. Le général allemand Ramcke, commandant de la place de Brest, y installe son quartier général dans le but de livrer un ultime combat. Il se rend le 19 septembre 1944.

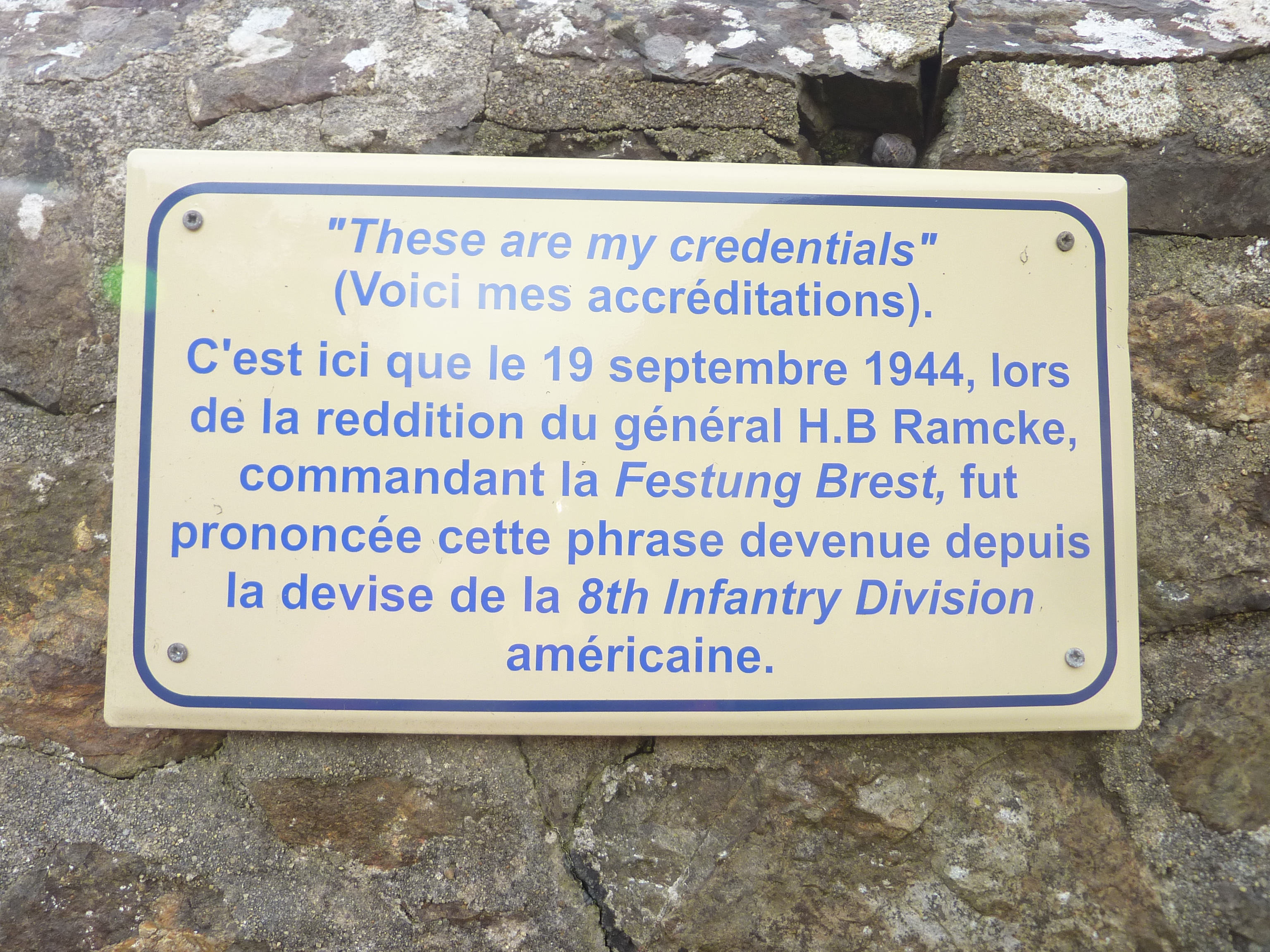
Plaque commémorative de la reddition du général Ramcke le 19 septembre 1944 (soute à munitions près du fort des Capucins)

Le fort est inscrit au titre des Monuments historiques depuis le 26 janvier 2016.
Autrefois propriété du Ministère de la Défense, le fort et l'îlot appartiennent au Conservatoire du littoral depuis 2009.

## Conditions d'accès
Le site n'est pas sécurisé et présente certains risques et son accès est interdit sans autorisation pour des raisons de sécurité.

## Habitat des falaises avec végétation des côtes atlantiques
Le site comporte l'habitat typique des falaises avec végétation des côtes atlantiques. Cet habitat est composé de plusieurs communautés végétales : les groupements chasmophytiques des falaises maritimes : Xanthoria parietina (lichen de couleur jaune-orange), Ramalina siliquosa (lichen vert grisâtre), Criste marine, Spergulaire des rochers, Obione. Au niveau de petites vires rocheuses en sommet de falaises, se développe un tapis végétal qui  prend la forme de pelouses écorchées sur laquelle s'installe des Thérophytes (groupements pionniers de l'Orpin des anglais, Cochléaire du Danemark, Sagine maritime. Dans les pelouses aérohalines, prédomine la Fétuque rouge, accompagnée par plusieurs espèces halotolérantes comme l'Armérie maritime et la Carotte à gomme, plus basse que la Carotte vulgaire. L'Agrostis maritime et le Lotier corniculé sont des espèces courantes, comme la Houlque laineuse qui peut localement former un faciès. L'Oseille des rochers est une espèce d'intérêt communautaire. Ces milieux sont fréquentés par le Crave à bec rouge, le Grand corbeau, le Faucon pèlerin, le Cormoran huppé.

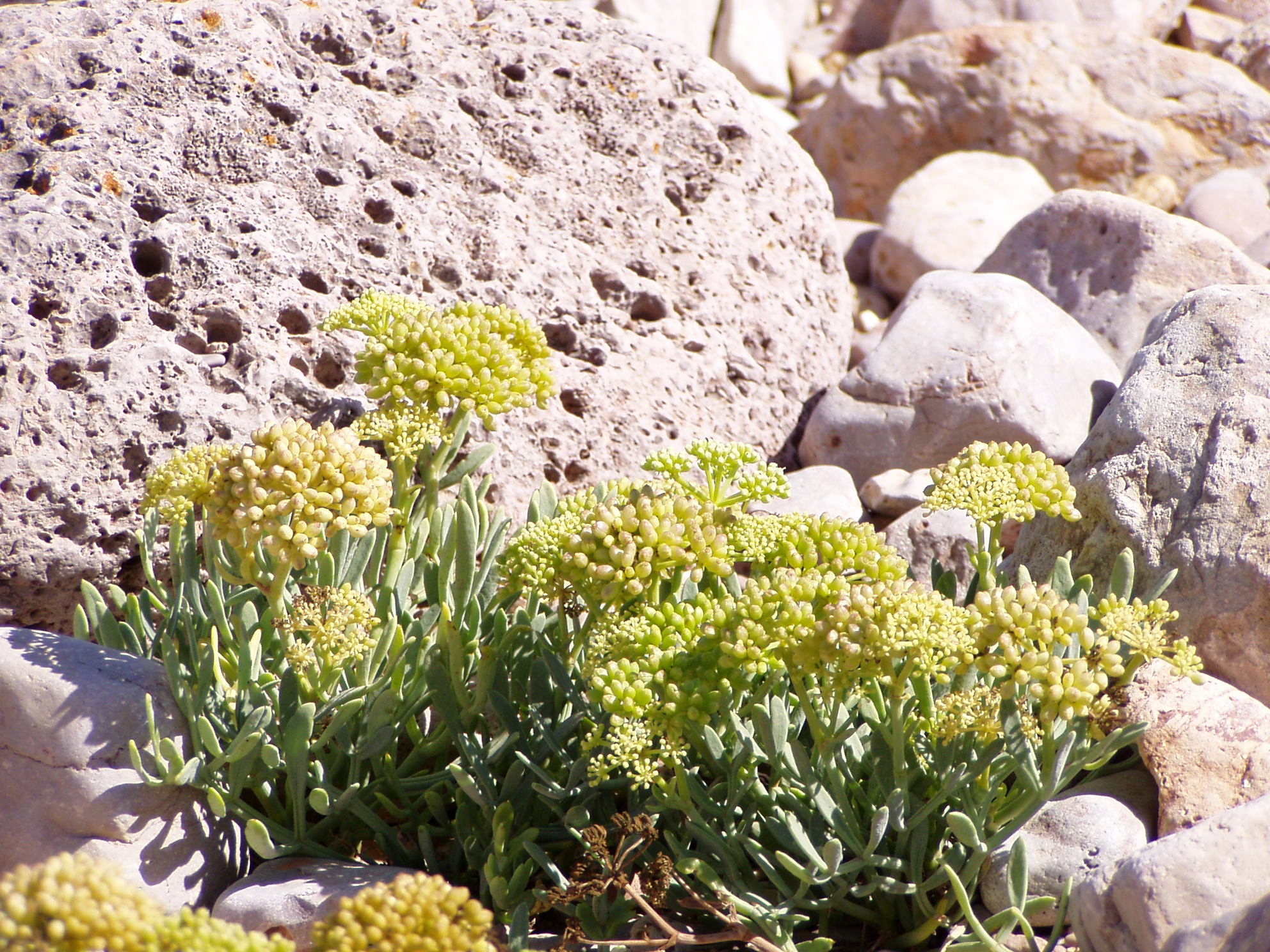
Criste marine
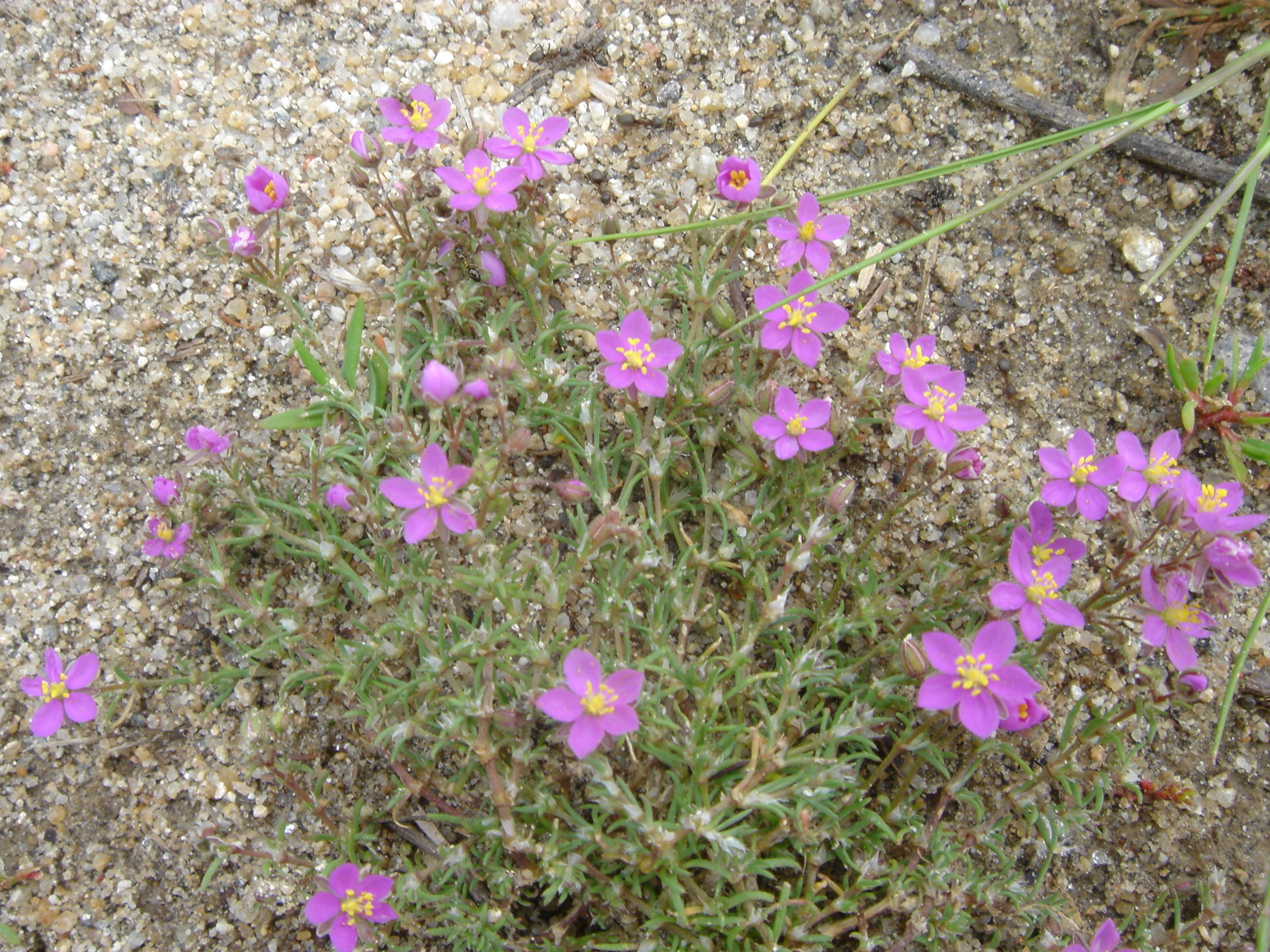
Spergulaire des rochers
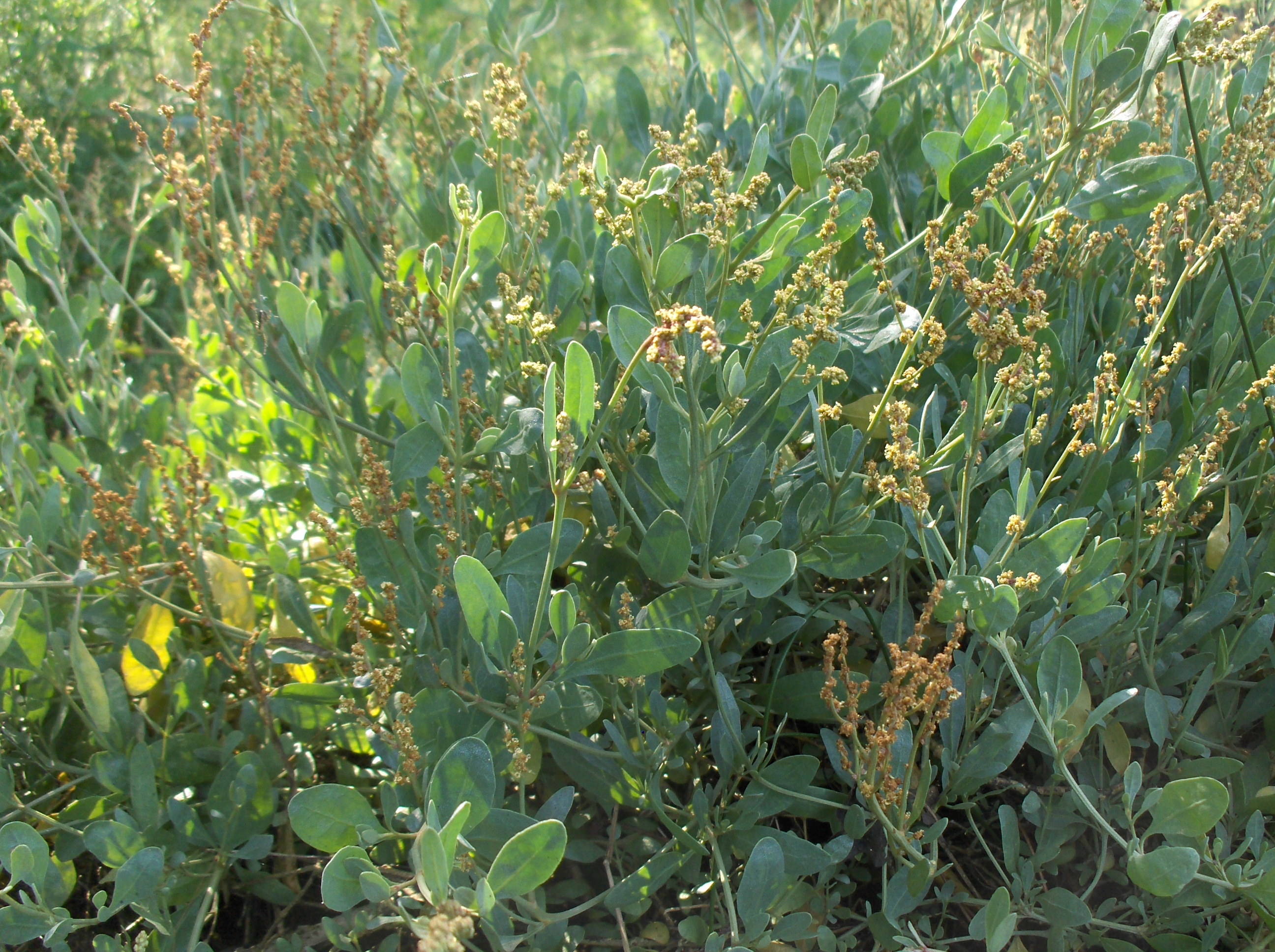
Obione
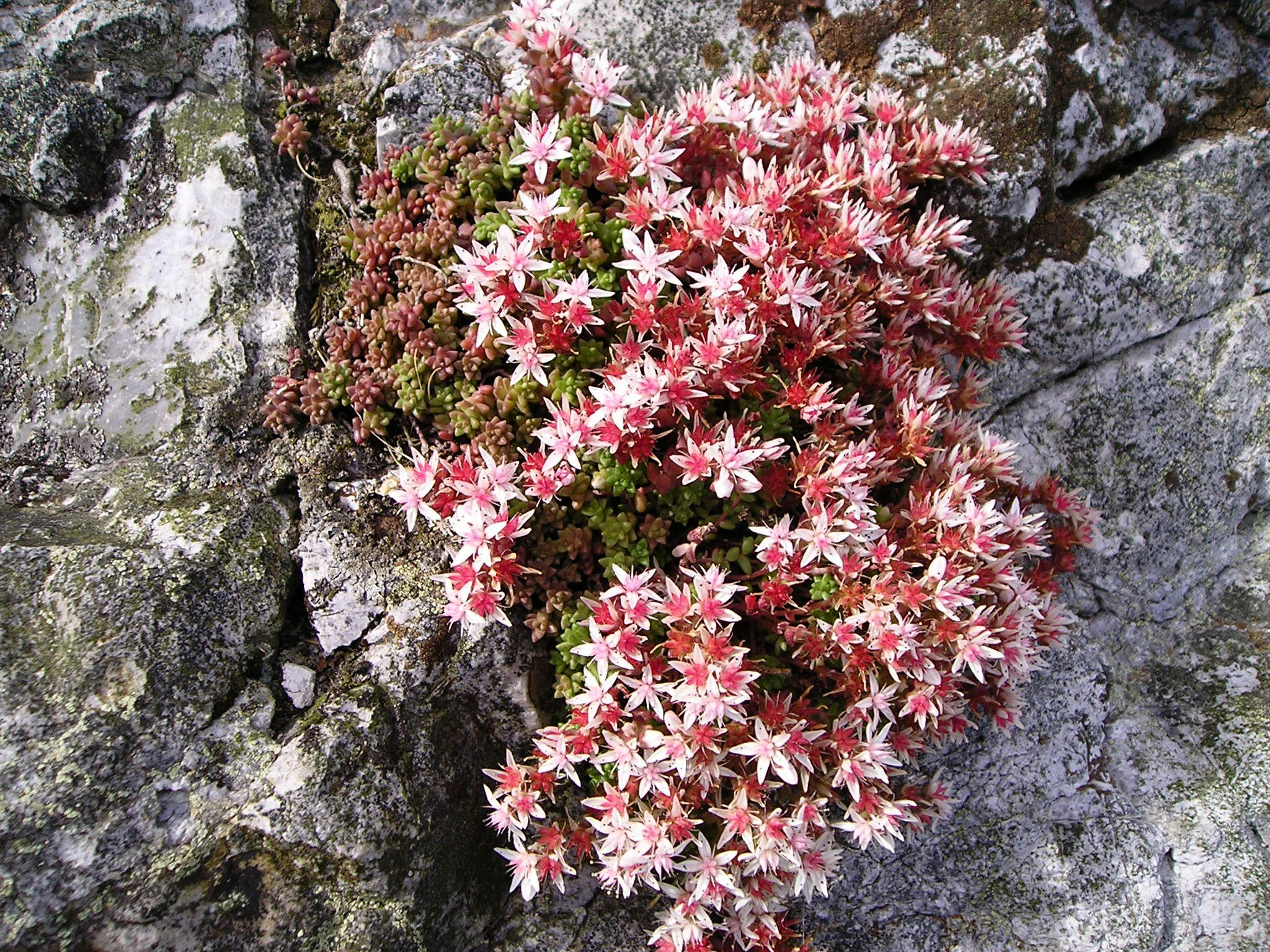
Orpin des anglais
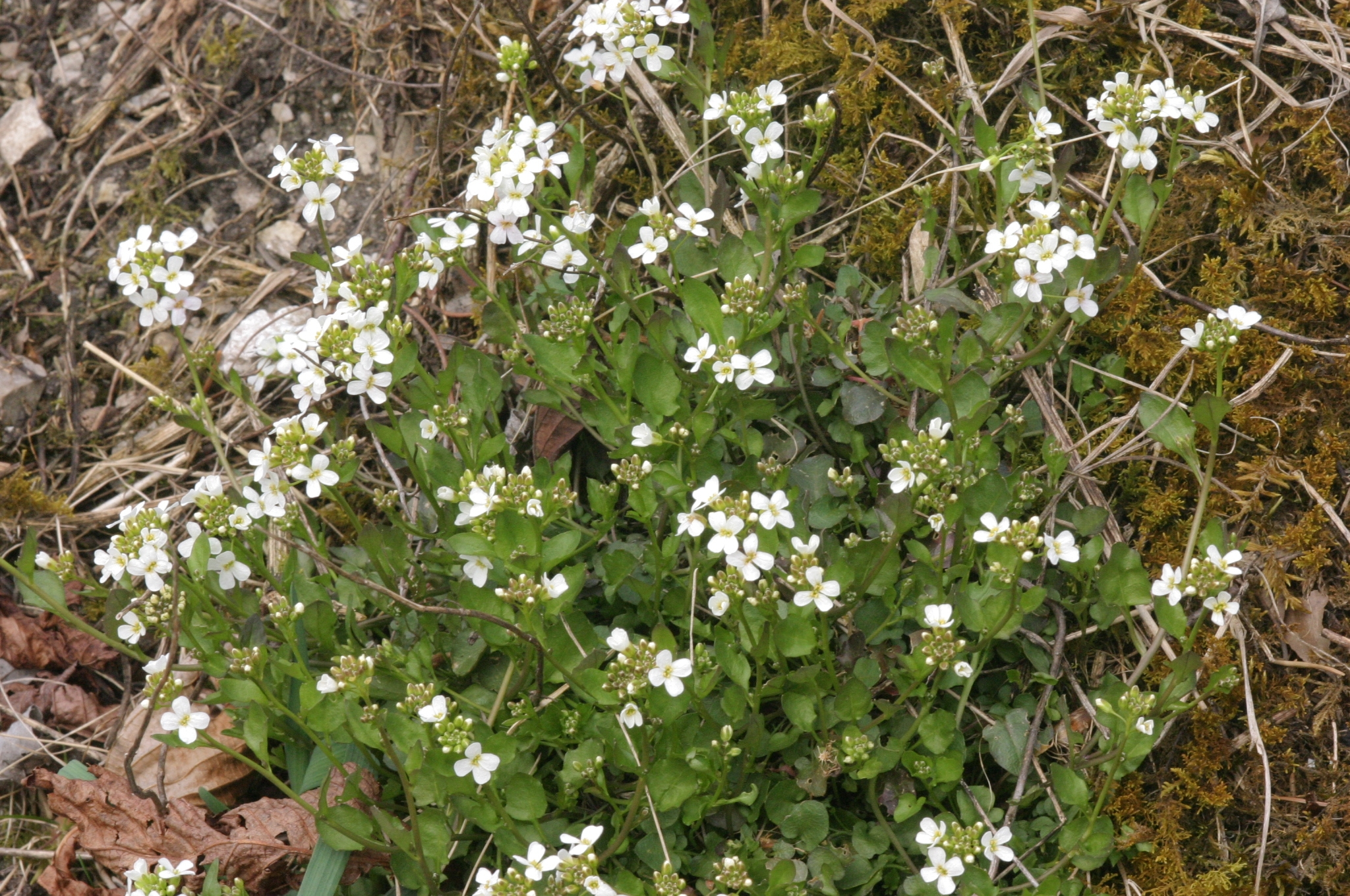
Cochléaire du Danemark
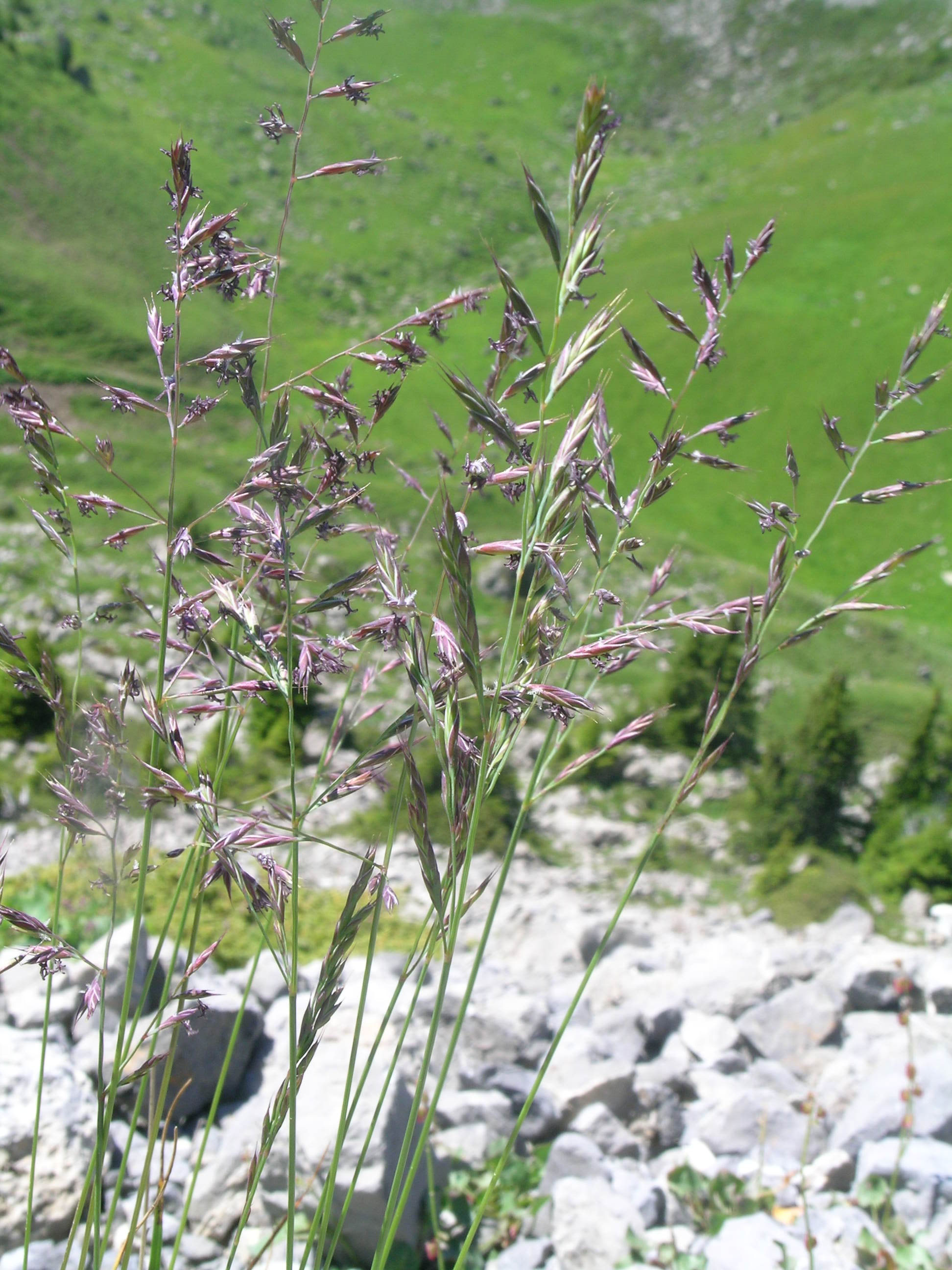
Fétuque rouge
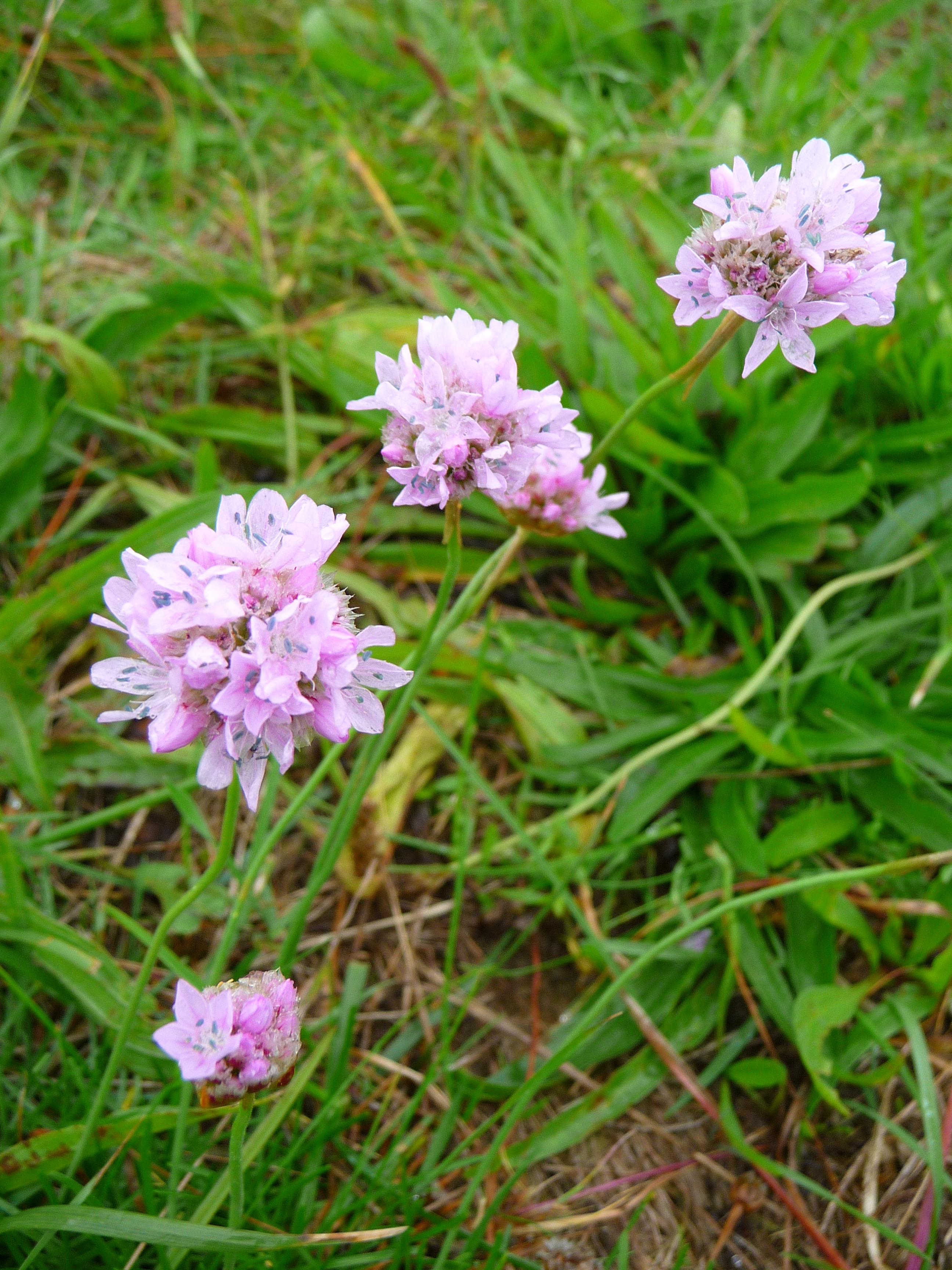
Armérie maritime
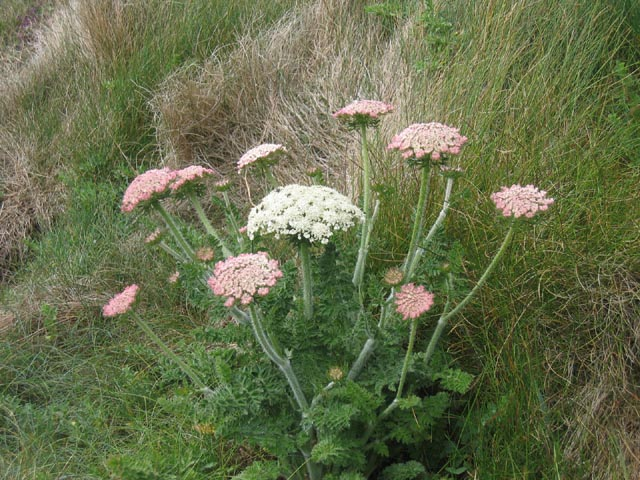
Carotte à gomme
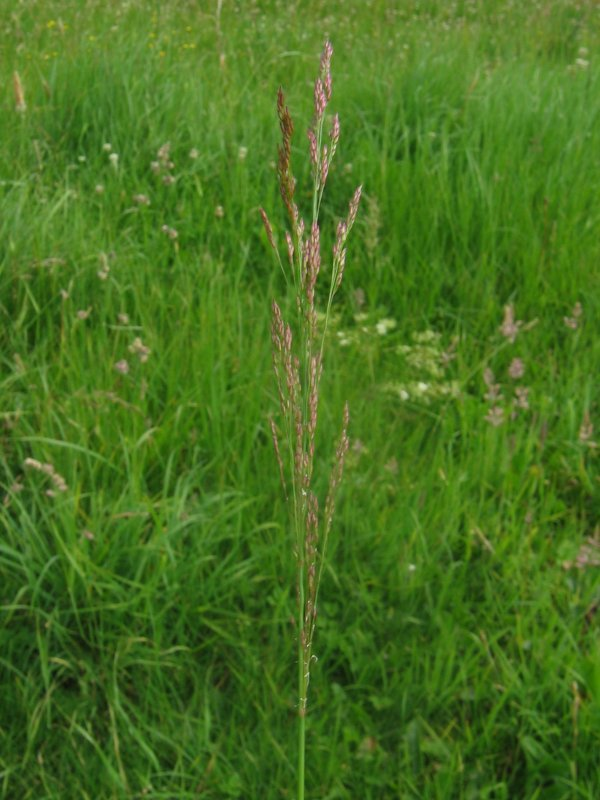
Agrostis maritime
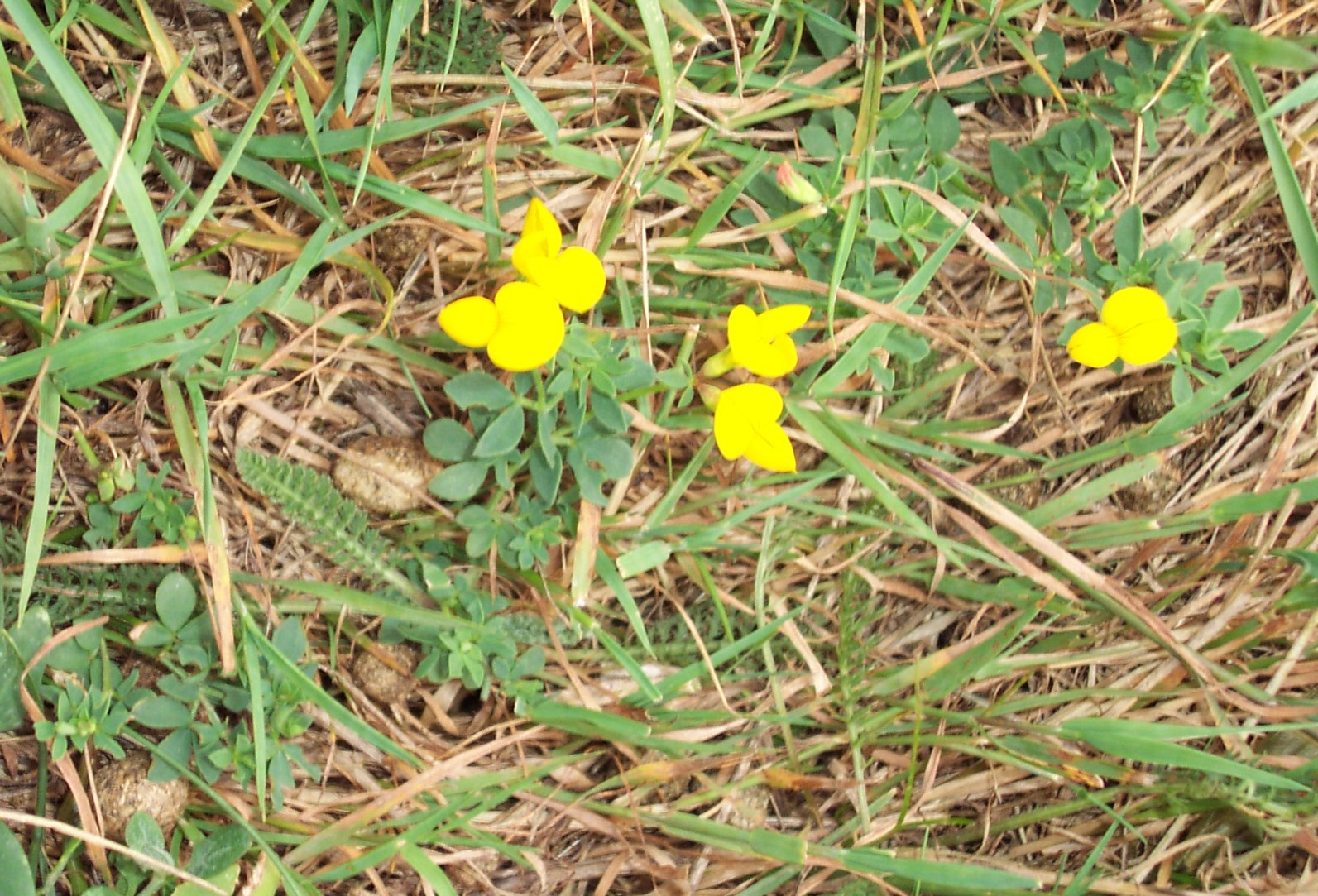
Lotier corniculé
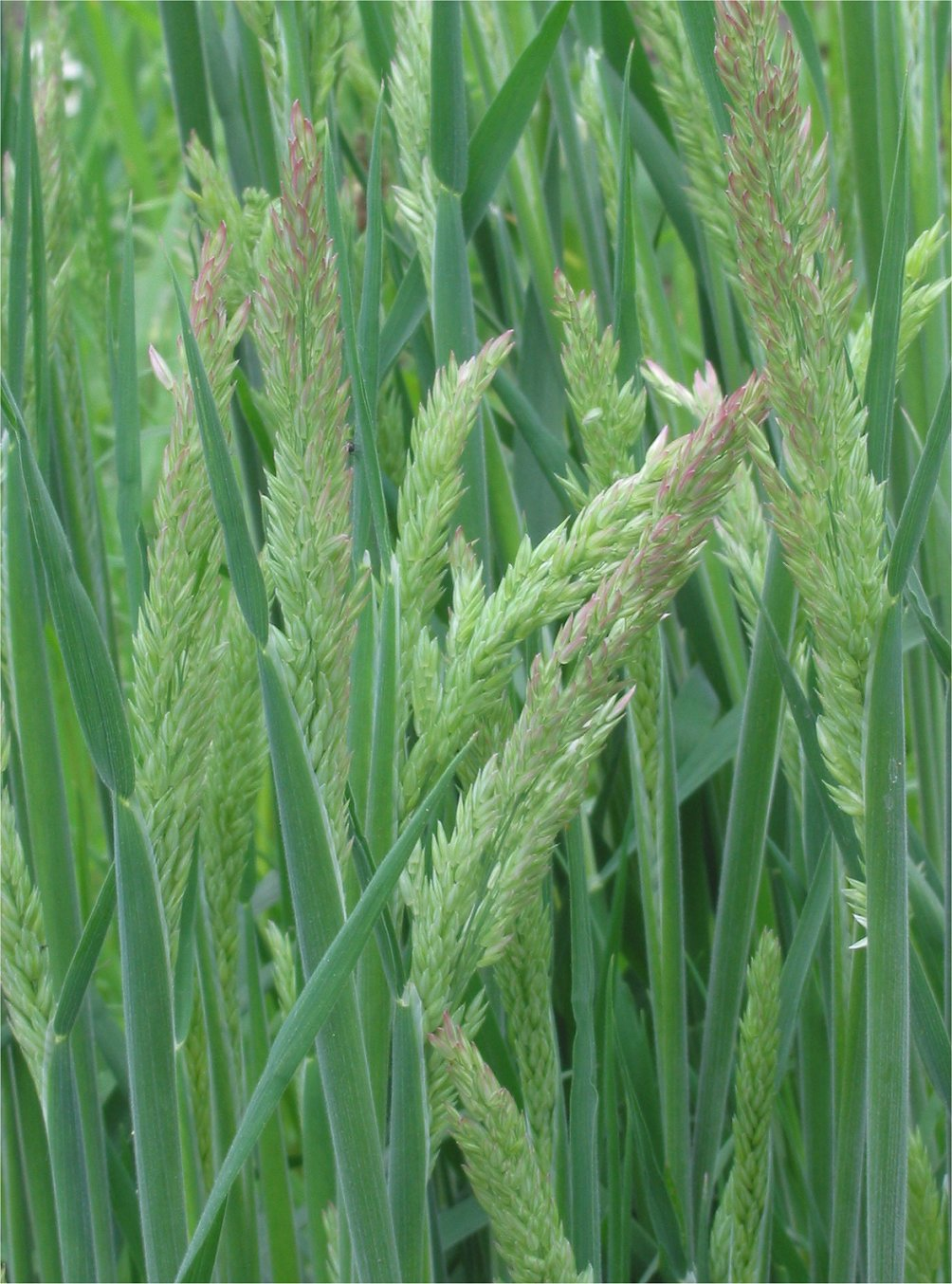
Houlque laineuse
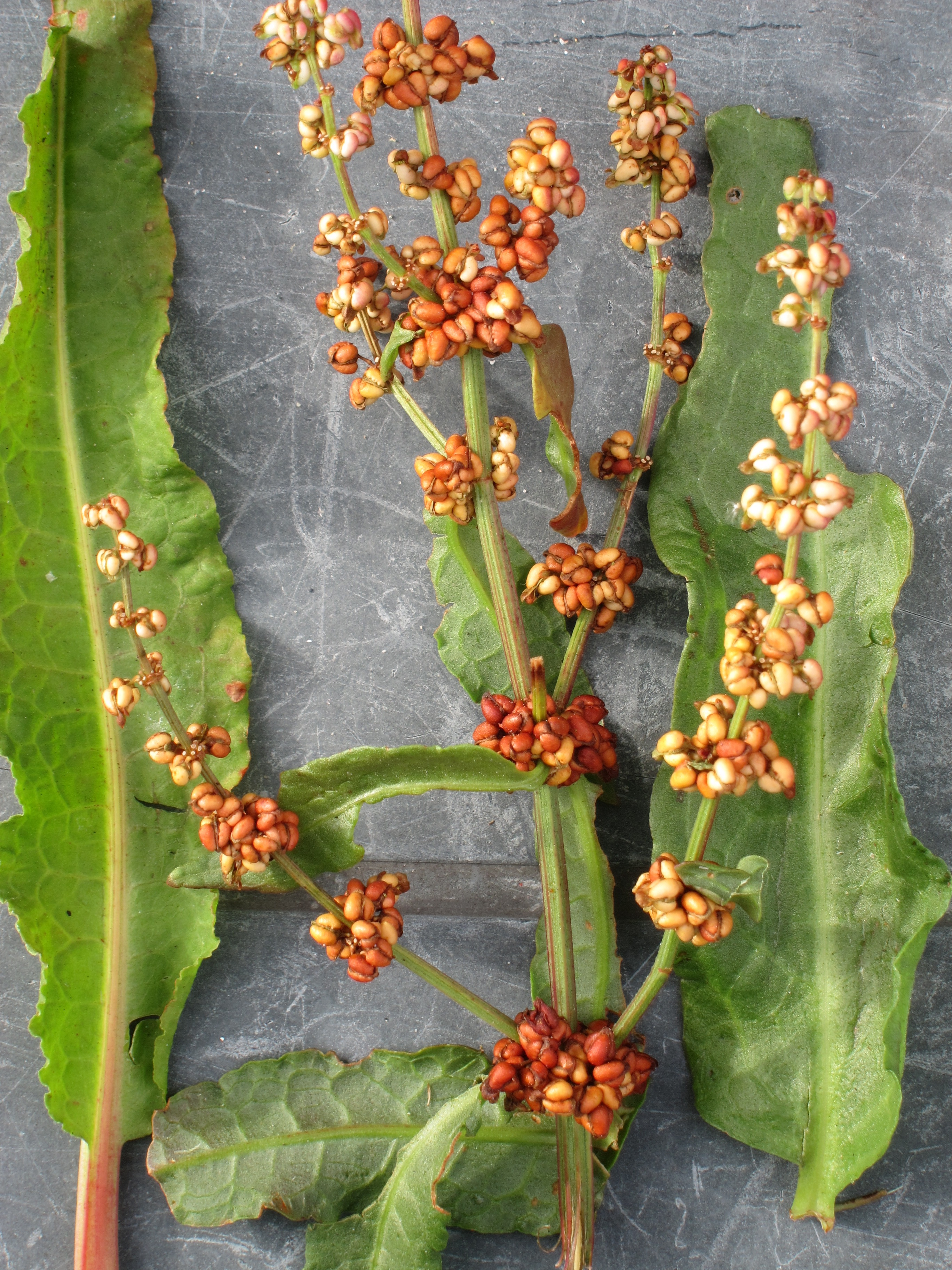
Oseille des rochers